# Liomesaspis
Liomesaspis — вимерлий рід мечохвостів, що жили з пізнього карбону до ранньої пермі.